# Буковець (Бродницький повіт)
Буковець (пол. Bukowiec, нім. Bukowitz) — село в Польщі, у гміні Яблоново-Поморське Бродницького повіту Куявсько-Поморського воєводства.
Населення — 257 осіб (2011).
У 1975-1998 роках село належало до Торунського воєводства.

## Демографія
Демографічна структура станом на 31 березня 2011 року:
|          | Загалом | Допрацездатний вік | Працездатний вік | Постпрацездатний вік |
| -------- | ------- | ------------------ | ---------------- | -------------------- |
| Чоловіки | 137     | 27                 | 100              | 10                   |
| Жінки    | 120     | 20                 | 76               | 24                   |
| Разом    | 257     | 47                 | 176              | 34                   |